# اراده (روزنامه)
روزنامهٔ اراده یکی از روزنامه‌های آزاد افغانستان است؛ این روزنامه نخستین روزنامهٔ آزاد است که بعد از سرنگونی حکومت طالبان در افغانستان آغاز به فعالیت انتشاراتی کرد. اراده هم‌اکنون نیز در کابل به چاب می‌رسد. صاحب امتیاز این روزنامه حاجی سید داوود است و مدیر مسئول آن یکی از دست‌اندرکاران عرصهٔ روزنامه‌نگاری افغانستان، خادم احمد حقیقی است. تعداد صفحات این روزنامه ۴ است؛ همه‌روزه به رنگ سیاه و سفید چاپ می‌شود.